# Аппулея Варіла
Аппулея Варіла (23 рік до н. е. — після 17 року н. е.) — давньоримська матрона, родичка династії Юліїв-Клавдіїв.

## Життєпис
Походила з роду нобілів Аппулеїв. Донька Секста Аппулея, консула 29 року до н. е., та Квінтіліі. Була внучатою небогою імператора Августа. Про молоді роки мало відомостей. У 17 році була притягнута до суду за звинуваченням в образі величі римського народу, зокрема Октавіана Августа, Тіберія та Лівії, а також у перелюбі з якимось Манлієм. Імператор Тіберій зняв з Аппулеї перше звинувачення та клопотав про пом'якшення покарання за другим. Аппулея була вислана за двохсотий міліарій від Риму. Подальша доля не відома.